# Simon Nüssel
Simon Nüssel (* 20. Januar 1924 in Hohenknoden; † 17. November 2015 in Bad Berneck im Fichtelgebirge) war ein deutscher Landwirt und Politiker (Bayernpartei, ab 1958 CSU). Er war von 1954 bis 1958 sowie von 1959 bis 1994 Abgeordneter des Bayerischen Landtages, von 1970 bis 1987 Staatssekretär und von 1987 bis 1990 Staatsminister im Bayerischen Staatsministerium für Ernährung, Landwirtschaft und Forsten.

## Leben
Simon Nüssel wurde als Sohn des Landwirts und späteren CSU-Politikers Adam Nüssel in Hohenknoden, Gemeinde Rimlas, geboren. Er besuchte von 1930 bis 1938 die Volksschule in Bad Berneck und im Anschluss die Berufsschule. Zu den Wintersemestern 1940/41 und 1941/42 folgte der Besuch der Landwirtschaftsschule in Bayreuth und Kulmbach, danach ging er an die Höhere Landbauschule in Jena-Zwätzen. Nach der Teilnahme als Kampfpilot am Zweiten Weltkrieg übernahm er 1947 einen landwirtschaftlichen Betrieb in Rimlas.
Nüssel lebte zuletzt bei Bad Berneck, wo er am 17. November 2015 im Alter von 91 Jahren starb. Sein Sohn ist der Manager und CSU-Politiker Manfred Nüssel.

## Politik
Nüssel begründete 1957 die Bayerische Jungbauernschaft und war bis 1964 deren Vorsitzender. Er war zunächst Mitglied der Bayernpartei, für die er bei der Landtagswahl 1954 in den Landtag gewählt wurde. Am 6. Mai 1958 verließ er die Landtagsfraktion der Bayernpartei und war im Anschluss fraktionsloser Abgeordneter, ehe er am 25. Juni 1958 in die Fraktion der Christsozialen aufgenommen wurde. In diesem Zeitraum trat er aus der Bayernpartei aus und in die CSU ein. Vom 2. Januar 1959, als er für den verstorbenen Abgeordneten Josef Kastner nachrückte, bis zum Ende der zwölften Legislaturperiode 1994 war er für die CSU Mitglied des Bayerischen Landtages, von 1966 bis 1970 als dessen Zweiter Vizepräsident. Außerdem war er von 1966 bis 1970 stellvertretender Vorsitzender der CSU-Landtagsfraktion.
Am 8. Dezember 1970 wurde Nüssel zum Staatssekretär im Bayerischen Staatsministerium für Ernährung, Landwirtschaft und Forsten berufen und aus dieser Stellung heraus am 30. September 1987 – nach dem Tod von Minister Hans Eisenmann – zum Bayerischen Staatsminister für Ernährung, Landwirtschaft und Forsten ernannt.
Auf kommunalpolitischer Ebene war Nüssel von 1956 bis 1990 Mitglied im Kreistag des Landkreises Bayreuth und von 1961 bis 1972 Stellvertreter des Landrates.

## Weitere Mitgliedschaften und Ehrenämter
Nüssel war ab 1968 Einsatzflugzeugführer der Luftrettungsstaffel Bayern am Standort Bayreuth und von 1979 bis 1996 deren Vizepräsident. Er initiierte die nach ihm benannte Simon-Nüssel-Stiftung an der Universität Bayreuth zur Förderung von Landwirtschaft und Ernährung. Des Weiteren war er bis 1996 Mitglied der Evangelischen Landessynode.

## Ehrungen und Auszeichnungen
- 1965: Bayerischer Verdienstorden
- 1973: Verdienstkreuz am Bande der Bundesrepublik Deutschland[3]
- 1976: Verdienstkreuz 1. Klasse der Bundesrepublik Deutschland[4]
- 1978: Großes Verdienstkreuz der Bundesrepublik Deutschland[5]
- 1981: Ehrensenator der Universität Bayreuth[2]
- 1982: Großes Verdienstkreuz mit Stern der Bundesrepublik Deutschland
- 1986: Großes Verdienstkreuz mit Stern und Schulterband der Bundesrepublik Deutschland
- Ehrenmedaille in Gold des Landkreises Bayreuth
- Goldener Ehrenring der Stadt Bayreuth
- Ehrenbürger der Stadt Bad Berneck